# Real Revolutionary
Real Revolutionary – debiutancki album Anthony’ego B, jamajskiego wykonawcy muzyki reggae i dancehall.
Płyta została wydana 19 października 1996 roku przez londyńską wytwórnię Greensleeves Records. Nagrania zostały zarejestrowane w studiach Black Scorpio, Cell Block oraz The Mixing Lab w Kingston. Ich produkcją zajął się Richard "Bello" Bell. W roku 2005 ukazała się reedycja albumu.
W USA album ukazał się pod nazwą So Many Things, nakładem nowojorskiej wytwórni VP Records.

## Lista utworów
1. "This Notion"
2. "Fire Pon Rome"
3. "Carrying On"
4. "Swarm Me"
5. "Raid Di Barn"
6. "Cold Feet"
7. "One Thing"
8. "Hurt Di Heart"
9. "So Many Things"
10. "(Al)low Di Herb"
11. "Ghetto Youth"
12. "Bun Down Sodom"
13. "Prophecy A Reveal"
14. "Rumour"
15. "World in Trouble" feat. Garnett Silk
16. "Repentance Time"

## Twórcy

### Muzycy
- Anthony B – wokal
- Haldane "Danny" Browne – gitara
- Steven "Cat" Coore – gitara
- Leroy "Mafia" Heywood – gitara basowa
- Derrick "Sagittarius" Barnet – gitara basowa
- Robbie Shakespeare – gitara basowa
- Sly Dunbar – perkusja
- David "Fluxy" Heywood – perkusja
- Paul "Wrong Move" Crossdale – instrumenty klawiszowe
- Paul "Jazzwad" Yebuah – instrumenty klawiszowe
- Robert Lyn – instrumenty klawiszowe
- David Madden – trąbka
- Dean Fraser – saksofon
- Everton Gayle – saksofon
- Ronald "Nambo" Robinson – puzon
- Junior Moore – chórki
- Jennifer Lara – chórki
- Derrick Lara – chórki
- Pam Hall – chórki

### Personel
- Barry O'Hare – inżynier dźwięku, miks
- Tony McDermott – projekt okładki
- Brian Rosen – zdjęcia